# Ibn al-Nattah
Abu-Abd-Al·lah Muhàmmad ibn Sàlih ibn Mihran an-Nattah (àrab: أبو عبد الله محمد بن صالح بن مهرانن النطاح, Abū ʿAbd Allāh Muḥammad b. Ṣāliḥ b. Mihrān an-Naṭṭāḥ), més conegut com a Ibn an-Nattah (àrab: ابن النطاح, Ibn an-Naṭṭāḥ) (Bàssora, ? - ?, 866), fou un tradicionista, genealogista i historiador de Bàssora del segle ix. Entre els seus mestres o referents hi hauria al-Waqidí, al-Madaïní o Ibn al-Muthanna. És el probable autor d'una història dels abbàssides que s'hauria perdut, però que hauria servit de base a molts biògrafs posteriors de la dinastia abbàssida. A més, hauria escrit d'altres monografies històriques, biogràfiques i genealògiques, que apareixen llistades al Fíhrist d'Ibn an-Nadim.